# Provincia Misiones

Localizarea provinciei în Argentina

Provincia Misiones (spaniolă Provincia del Misiones) este una dintre provinciile Argentinei, localizată în partea nord-estică a statului. Capitala provinciei este orașul Posadas.